# إيانثا (ميزوري)
إيانثا (بالإنجليزية: Iantha)‏ هي إحدى المجتمعات الفردية (غير مصنفة) في ولاية ميزوري في الولايات المتحدة الأمريكية.